# 圣莫尼卡海滩
圣莫尼卡海滩（Santa Monica State Beach）位于加州洛杉矶县，由圣莫尼卡市管理。
圣莫尼卡海滩沿着太平洋海岸公路，两英里长，有野餐区，商店，和码头，以及救生员站，休闲餐馆，设备租赁点，健身活动设施，自行车道，木质小径，供在温暖的日子前往沙滩。游客活动包括排球，篮球和跑道。
圣塔莫尼卡码头建于1909年，位于科罗拉多大道，有著名的拱门。这里有一处国家历史地标 -– 1922年的圣莫尼卡赛马场。
肌肉海滩紧靠排球场以南，有双杠，吊环等运动设施。
码头排球场以南几步是一个国际象棋公园。人行道上绘制公共棋桌和一个棋盘。
Palisades公园位于圣莫尼卡著名的砂岩峭壁之上，提供了一个制高点，可以看到圣莫尼卡海滩和太平洋。
圣莫尼卡海滩是猫头鹰之城的专辑伞海滩（Umbrella Beach）的封面。

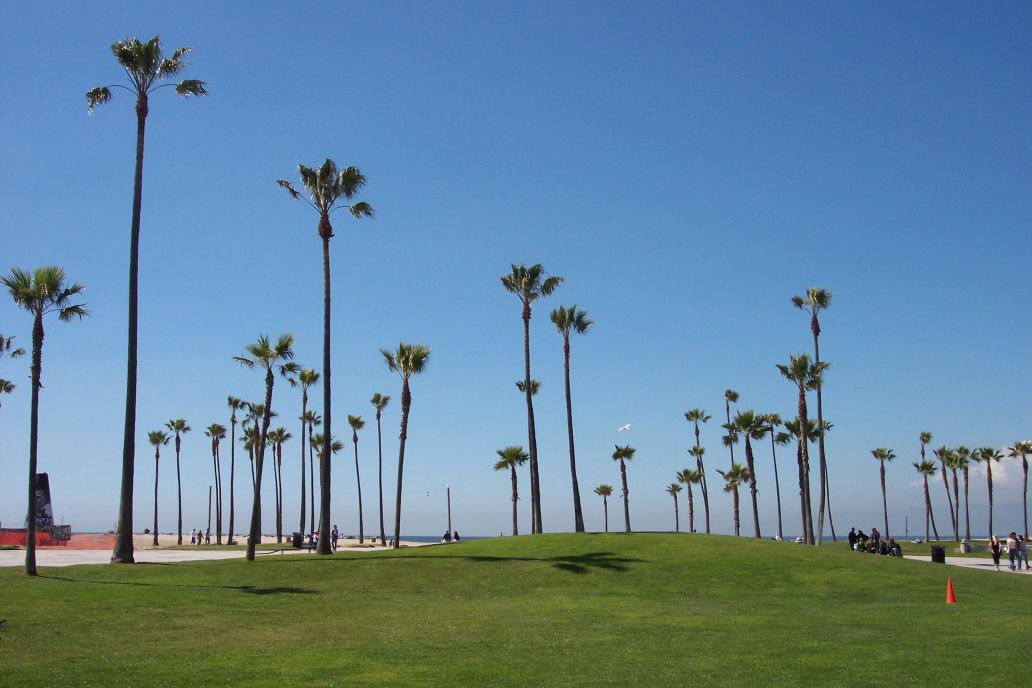
棕榈
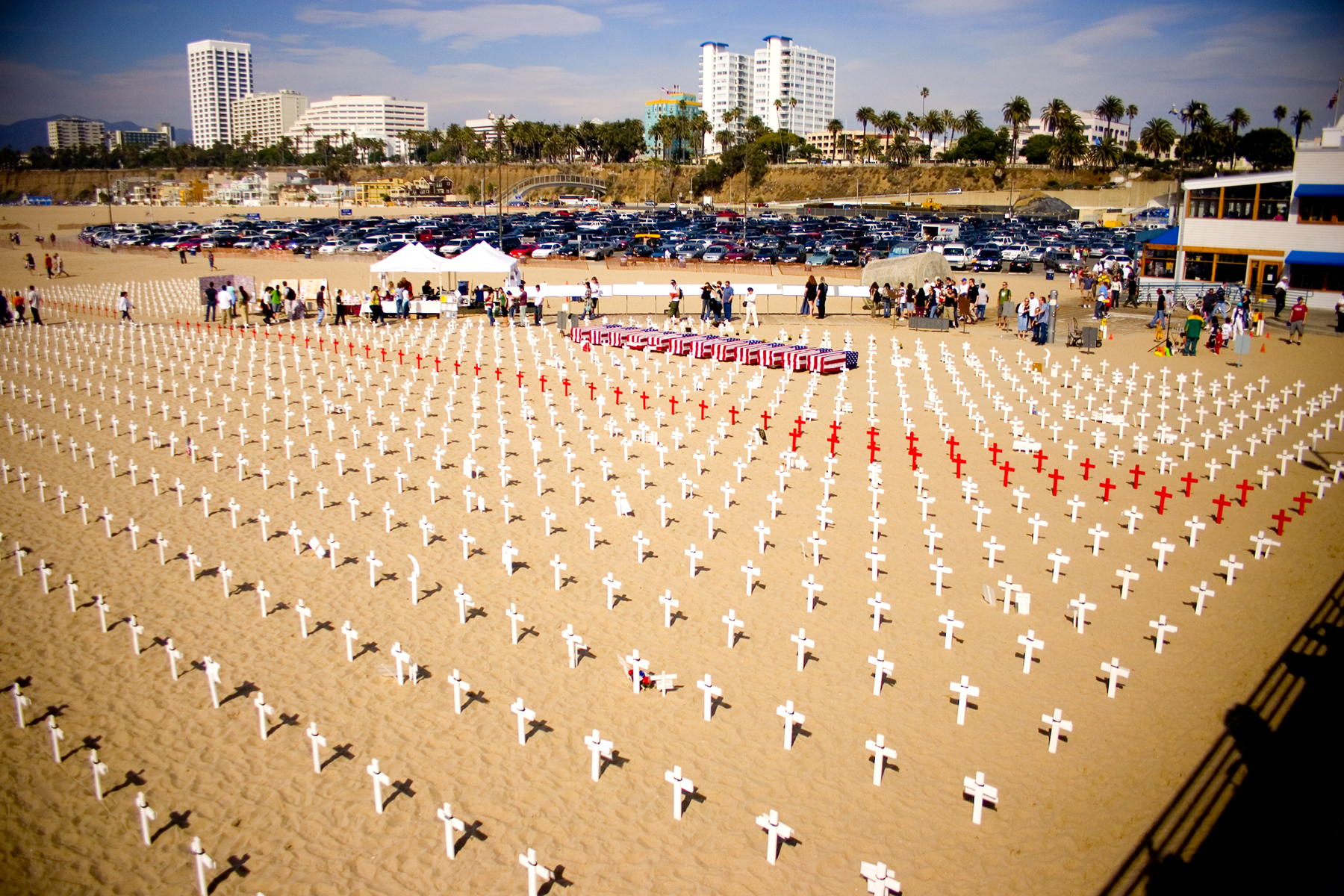
阿灵顿西
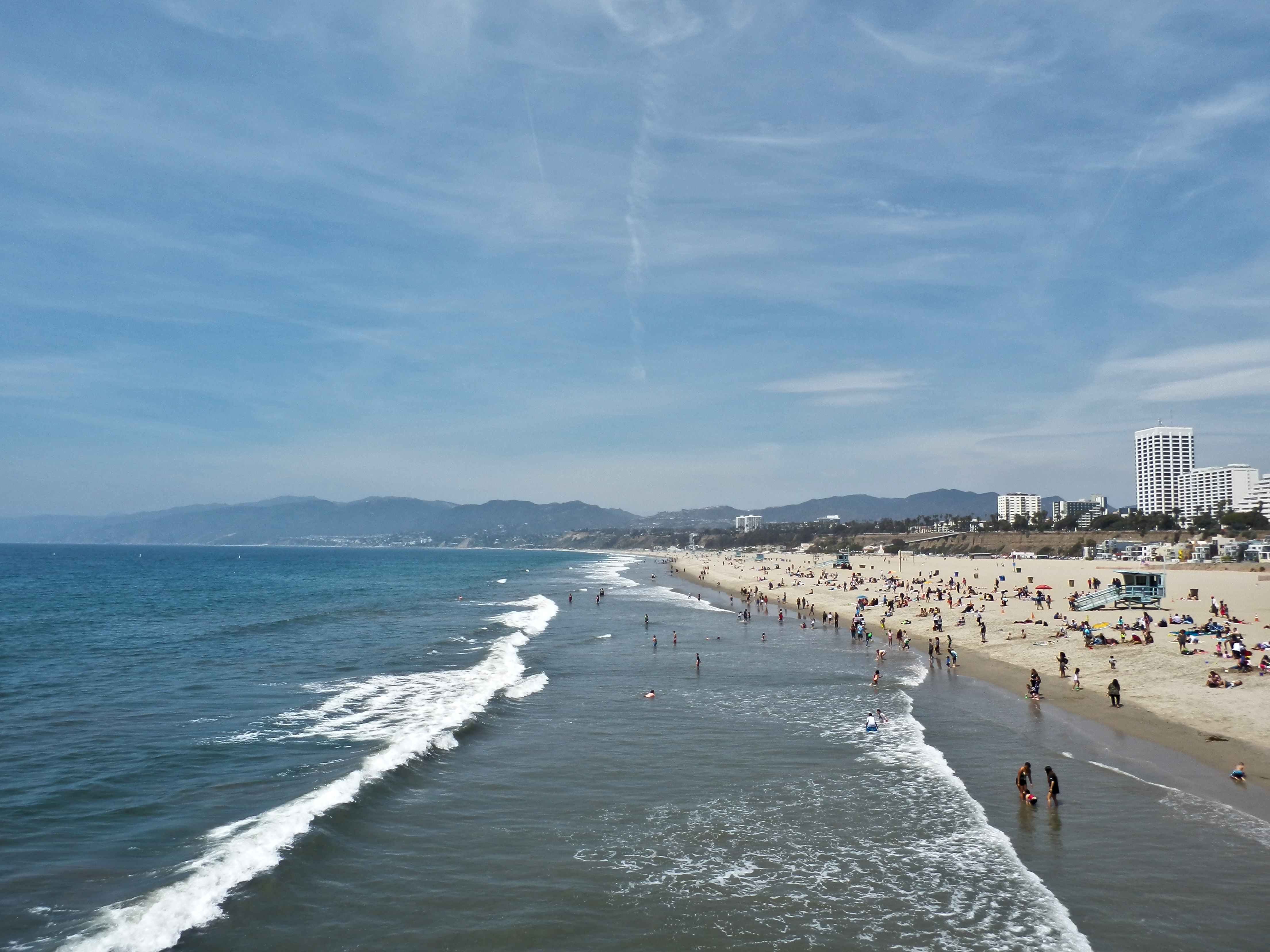
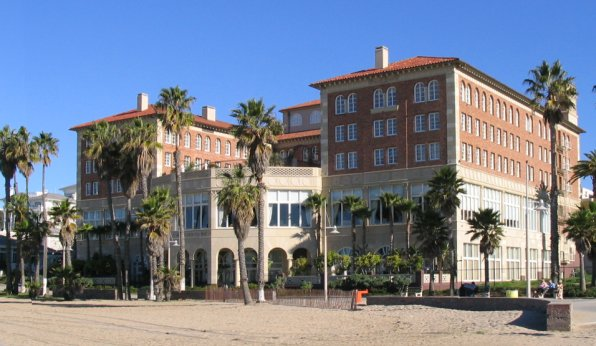
Casa Del Mar Hotel